# 巴特利·巴高拿
巴特利·羅倫特·巴高拿（法語：Bradley Laurent Barcola；2002年9月2日—）是一名法國職業足球員，司職前鋒或翼鋒，現效力法甲球會巴黎聖日耳門。

## 球會生涯

### 早年生涯
巴高拿出生於里昂大都会內的维勒班，並在當地球會AS Buers Villeurbanne開始足球生涯。

### 里昂
時年8歲的巴高拿在2010年轉投里昂的青訓學院，並在接下來的十年先後效力球會各級青年梯隊。他在2020–21賽季開始為里昂二隊在法國全國乙組聯賽上陣，並在2021年1月與里昂簽下一紙學徒合約。
巴高拿在2021–22賽季開始前獲新上任的里昂領隊彼得·提拔到球會一隊，並在對陣布爾格的季前賽中入球。2021年9月，巴高拿與里昂簽下首張職業合約，為期三年。同年11月4日，巴高拿在對陣布拉格斯巴達的歐霸盃小組賽賽事中上演職業生涯地標戰，他在比賽第81分鐘後備入替，並於補時階段助攻了里昂的第三個入球，協助球隊以3–0勝出。此場勝仗令里昂獲得出線十六強的資格。
2023年5月7日，巴高拿在對陣蒙彼利埃的法甲比賽中三次助攻予，完成助攻帽子戲法，協助里昂以5–4反勝對手。

### 巴黎聖日耳門
2023年8月31日，法甲球會巴黎聖日耳門宣布簽入巴高拿，合約為期五年，轉會費據報約4500萬歐元，他將穿起29號球衣。同年9月3日，巴高拿在對陣前東家里昂的法甲比賽中上演地標戰，球隊最終以4–1勝出，他同時成為第500位為巴黎聖日耳門上陣的球員。同月24日，他在對陣馬賽的法國國家德比首次為球隊正選上陣，並協助球隊以4–0大勝。同年12月9日，他在對陣南特的比賽中射入加盟以來首個入球，協助球隊在上半場末段打開紀錄，巴黎最終以2–1小勝對手。2024年2月14日，他在對陣皇家蘇斯達的歐冠十六強賽事射入他的首個歐冠入球，協助球隊在主場以2–0擊敗對手。

## 國家隊生涯
2020年1月，巴高拿首次獲法國U18徵召，但2019冠状病毒病疫情令他從未為該梯隊上陣。
2022年3月29日，他首次為法國U20上陣，他在對陣葡萄牙的比賽中後備上陣，但未能阻止球隊以1-3敗北。
2024年5月16日，巴高拿首次獲法國國家隊徵召，他獲列入法國的2024年歐洲足球錦標賽參賽名單。同年6月5日，他在對陣盧森堡的熱身賽中後備入替，上演國家隊地標戰，並在比賽末段助攻，協助球隊以3–0擊敗對手。巴高拿在同月入選法國U23主場出戰2024巴黎奧運的初選名單，但因球會巴黎聖日耳門未放行，而未能出賽。同年9月6日，他在對陣意大利的歐洲足協國家聯賽賽事中正選上陣，並在比賽開始後僅12秒即射入個人首個國家隊入球，成為法國國家隊90年來最快的入球。

## 個人生活
巴高拿的母親是法國人，而父親是多哥人，因此他分別擁有法國和多哥國籍。巴高拿的哥哥馬爾甘·巴高拿亦是一名職業足球員，他們曾同時效力里昂二隊。

## 生涯統計
最後更新：2024年5月25日
| 效力球會     | 球季     | 聯賽     | 聯賽 | 聯賽 | 國家盃賽 | 國家盃賽 | 聯賽盃賽 | 聯賽盃賽 | 洲際賽事 | 洲際賽事 | 總計 | 總計 |
| 效力球會     | 球季     | 聯賽     | 上陣 | 入球 | 上陣     | 入球     | 上陣     | 入球     | 上陣     | 入球     | 上陣 | 入球 |
| ------------ | -------- | -------- | ---- | ---- | -------- | -------- | -------- | -------- | -------- | -------- | ---- | ---- |
| 里昂二隊     | 2020–21  | 法全國乙 | 4    | 2    | —        | —        | —        | —        | —        | —        | 4    | 2    |
| 里昂二隊     | 2021–22  | 法全國乙 | 14   | 3    | —        | —        | —        | —        | —        | —        | 14   | 3    |
| 里昂二隊     | 2022–23  | 法全國乙 | 4    | 0    | —        | —        | —        | —        | —        | —        | 4    | 0    |
| 里昂二隊     | 總計     | 總計     | 22   | 5    | —        | —        | —        | —        | —        | —        | 22   | 5    |
| 里昂         | 2021–22  | 法甲     | 11   | 0    | 0        | 0        | 2        | 0        | —        | —        | 13   | 0    |
| 里昂         | 2022–23  | 法甲     | 26   | 5    | 5        | 2        | —        | —        | —        | —        | 31   | 7    |
| 里昂         | 2023–24  | 法甲     | 3    | 0    | 0        | 0        | —        | —        | —        | —        | 3    | 0    |
| 里昂         | 總計     | 總計     | 40   | 5    | 5        | 2        | 2        | 0        | —        | —        | 47   | 7    |
| 巴黎聖日耳門 | 2023–24  | 法甲     | 25   | 4    | 3        | 0        | 10       | 1        | 1        | 0        | 39   | 5    |
| 生涯總計     | 生涯總計 | 生涯總計 | 87   | 14   | 8        | 2        | 12       | 1        | 1        | 0        | 108  | 17   |

1. ↑  於歐霸盃賽事上陣。
2. ↑  於歐冠賽事上陣。
3. ↑  於法國超級盃上陣。

## 榮譽

### 俱乐部
巴黎聖日耳門
- 法国足球甲级联赛：2023–24[28]
- 法國盃：2023–24（英语：2023–24 Coupe de France）[29]
- 法國超級盃：2023（英语：2023 Trophée des Champions）[30]
- 欧洲冠军联赛冠軍：2024-25

## 外部連結
- 巴黎聖日耳門官網上的球員檔案 （页面存档备份，存于）
- 上的巴特利·巴高拿（法語）
- 巴特利·巴高拿－UEFA國際賽競賽紀錄